# Palace of Engineering
Der Palace of Engineering war eine Mehrzweckhalle im London Borough of Brent. Er befand sich in unmittelbarer Nähe zum Wembley-Stadion.
Während der British Empire Exhibition war der Palace of Engineering die größte Ausstellungshalle der Kolonialausstellung. Im Gebäude wurden 1924 Ausstellungen zu Technik, Schifffahrt, Kraftfahrzeugen, Metallurgie, Telegrafen sowie Eisenbahnen und Lokomotiven abgehalten.
Ein Jahr später gab es Ausstellungen über chemische Industrie, Kohle, Metalle, Medikamente, Abwasserentsorgung, Lebensmittel, Getränke, Tabak, Kleidung, Grammophone sowie Gas- und Nobelsprengstoffen.
Während der Olympischen Sommerspiele 1948 war der Palace of Engineering Austragungsort der Wettkämpfe im Fechten.
Der Palace of Engineering wurde in den 1970er Jahren abgerissen.